# Martin Hornberger
Martin Hornberger (* 11. November 1961 in Kassel) ist ein deutscher Sportfunktionär.

## Laufbahn
Hornberger ging gemeinsam mit seinem Zwillingsbruder Mathias am Reismann-Gymnasium in Paderborn zur Schule und bestand dort sein Abitur. Hornberger betrieb Leichtathletik, nach dem Schulabschluss absolvierte er ein Studium an der Deutschen Sporthochschule in Köln, welches er als Diplom-Sportlehrer (Schwerpunkt: Sportverwaltung) beendete.
Er wurde beruflich für den VBC 69 Paderborn tätig, amtierte von 1985 bis 1991 (in der 2. Bundesliga) sowie in der Saison 1994/95 (in der Basketball-Bundesliga) als Manager der unter wechselnden Namen antretenden Paderborn-Basketballmannschaft. Er arbeitete für das Sportamt der Stadt Paderborn sowie den Rundfunksender Radio Hochstift.
Hornberger war zwischen 1989 und 1992 Geschäftsführer der AG 2. Basketball-Bundesliga, danach Vorstandsmitglied, wobei er von 2003 bis 2011 den Vorsitz des Vorstandes hatte. Von 2000 bis 2002 gehörte Hornberger als Vizepräsident Bundesliga zur Führungsriege des Deutschen Basketball Bundes. Anlässlich seines Abschieds von der AG 2. Basketball-Bundesliga wurde er 2011 zum ersten Ehrenvorsitzenden der Arbeitsgemeinschaft gewählt.
2002 wurde er ehrenamtlicher Vizepräsident des SC Paderborn 07 und übernahm am 1. Oktober 2005 hauptberuflich das Amt des Hauptgeschäftsführers des SC Paderborn 07. Von 2005 bis 2009 war er auch Geschäftsführer der Paderborner Stadion Gesellschaft mbH. In dieser Zeit entstand das Paderborner Stadion. Beim SCP war er in der Folgezeit hauptamtlich auch geschäftsführender Vizepräsident und Gesamtgeschäftsführer. Des Weiteren wurde er 2010 gemeinsam mit Uwe Diedam ehrenamtlich als Geschäftsführer der Forum Paderborner Spitzensport gemeinnützige GmbH tätig. Im Mai 2016 wurde er neben seinem Amt als Geschäftsführer der SC Paderborn 07 GmbH & Co. KGaA auch Präsident des SC Paderborn. Er blieb bis Dezember 2016 als Präsident im Amt, in der Folge war er wieder ausschließlich Geschäftsführer. Im Juli 2019 wurde Hornberger zusätzlich Vorsitzender des Ligaausschusses des Westdeutschen Fußballverbandes (WDFV) und fand dadurch auch Aufnahme in den Vorstand des WDFV.
2012 erhielt Hornberger die Goldene Ehrennadel des Deutschen Basketball Bundes. 2014 wurde er von der Stadt Paderborn für seine „besonderen Verdienste im Sport“ ausgezeichnet.